# Parahalomitra
Genre
Parahalomitra est un genre de coraux durs de la famille des Fungiidae.

## Liste d'espèces
Le genre Parahalomitra comprend l'espèce suivante :
Selon ITIS (4 juillet 2015) :
- Parahalomitra robusta Quelch, 1886

Selon World Register of Marine Species (4 juillet 2015), le genre est non valide. Il est assimilé à Sandalolitha et comprend les espèces suivantes :
- Sandalolitha boucheti Hoeksema, 2012
- Sandalolitha dentata Quelch, 1884
- Sandalolitha robusta Quelch, 1886